# 魔女っ子大作戦
『魔女っ子大作戦』（まじょっこだいさくせん、英題：Little witching mischiefs）は、1999年2月4日にバンダイより発売されたPlayStation用シミュレーションRPGである。

## 概要
東映動画の魔女っ子アニメ7作品のキャラクターが、「リーリオ」と名乗る妖精の助けを求める声を聞き、その調査に乗り出すという内容。声優は可能な限りアニメと同じメンバーを起用した。
また「魔女っ子大作戦」のタイトルで、本ゲームに登場する魔女っ子キャラクターを使ったさまざまなキャラクター商品が発売された。#主なキャラクター商品を参照のこと。

## 「ザ・アンホーリー・ウォー」
本作は、もともとは1998年に米国のトイズ・フォー・ボブ社が開発し、北米と欧州でクリスタル・ダイナミックス社とアイドス・インタラクティブから発売された「ザ・アンホーリー・ウォー（The Unholy War）」というタイトルのゲームである。しかし、バンダイがこのゲームを日本で発売するに当たって、キャラクターや物語、世界観などを東映動画の魔女っ子アニメのものに差し替えて販売することとなる。これは当時トイズ・フォー・ボブ社の設立者及びCEOだったPaul Reicheがバンダイの「SDガンダム」シリーズが好きで、バンダイのおもちゃ玩具のライセンス権をなんとか得ようと、バンダイとの接触を試み、クリスタル・ダイナミックスの上層部に頼んだ。結局その後、代わりに本作を日本のアニメコンテンツを使った「魔女っ子大作戦」として日本向けに販売することとなるのだが、バンダイから直接、Reicheに日本語でデザインや文書のファックスが送られるも、日本語から翻訳する必要があったり、やり取りのプロセスが非常に面倒だった為、バンダイからのファックスを受け取るのを止めたと言う。 ファックスを通してバンダイとの接触が取り止めとなった為、Reicheはバンダイがこのゲームをどうやって日本で販売したのか分からなかったという。
「ザ・アンホーリー・ウォー」はテクノロジーと魔法が混在する架空の世界の惑星Xsarraを舞台に惑星Xsarraの原住民のArcanesと、惑星Xsarraを征服しようとする、高度なサイバネティックスを持ったTeknos軍との2つの勢力の間の戦争を描いた内容のSFシミュレーションRPGだった。そのため「魔女っ子大作戦」とは内容が異なっている。敵との戦闘は3Dフィールドで1対1のリアルタイム3Dのアクションシューティングのゲームシステムとなっているが、そこの戦闘システムの部分は「魔女っ子大作戦」でも同じ。その他に「魔女っ子大作戦」の敵キャラクターの怪物に「ザ・アンホーリー・ウォー」の敵キャラクターなどを登場させたりしている。

## 登場キャラクター
- 魔法使いサリー
  - 夢野サリー（声優：山本百合子）
  - 花村よし子
  - 春日野すみれ
  - ポロン（声優：白石冬美）
  - カブ（声優：千々松幸子）
  - 花村トン吉
  - 花村チン平
  - 花村カン太
  - サリーちゃんのパパ
  - サリーちゃんのママ
- ひみつのアッコちゃん
  - 加賀美あつ子（アッコちゃん）（声優：太田淑子）
  - ガンモ
  - モコ（声優：白川澄子）
  - チカ子
  - 大将
- 花の子ルンルン
  - ルンルン・フラワー（ルンルン）（声優： 岡本茉利※本作EDムービーでは「岡田茉莉」と表記されている。）
  - セルジュ
  - トゲニシア（声優：喜多道枝）
  - ヤボーキ
- 魔法少女ララベル（当初ララベルとビスカスが人間となっていることから、TVアニメ最終回後の時系列と思われる。）
  - 立花ララベル（声優：堀江美都子）
  - テコ（竹村テル子）
  - トコ（松宮トシ子）
  - ビスカス
- 魔女っ子メグちゃん
  - 神崎メグ（声優： 岡本茉利※代役）
  - チョーサン
  - マミ
  - 郷ノン（声優：山本百合子※代役）
- キューティーハニー
  - 如月ハニー／キューティーハニー（声優：増山江威子）
- 魔法使いチャッピー
  - チャッピー・ハンスト・ヘルルグリム・アンド・イソップ・エトセトラ（チャッピー）（声優：増山江威子）
  - ジュン

## 主題歌CD
本作の発売に先駆けて、1999年1月21日に東映動画制作魔女っ子アニメ作品のOPとEDのフルバージョンを収録した『魔女っ子大作戦 Special Song Collection』が発売されている。
ゲーム未登場の『魔法のマコちゃん』、『さるとびエッちゃん』、『ミラクル少女リミットちゃん』の主題歌も併せて収録しており、ほぼすべての曲がアニメ放送で使用されたオリジナル音源の物で収録されている。発売元の関係上『魔法使いサリーのうた』『魔法のマンボ』のみ、放送で使用されたキングレコード版ではなく日本コロムビア版で収録されている。
CDには特別トラックとして、ゲームオープニングのBGMを曲に仕立てた堀江美都子が歌唱する『魔女っ子大作戦 ～プレステ ヴァージョンアップソング～』と、歴代魔女っ子担当声優が一同に揃い歌唱する『魔女っ子メドレー』の2曲が収録されている。
上記の通り歴代魔女っ子担当声優が参加している『魔女っ子メドレー』では原則、オリジナル版キャストを起用しているが、第1作で夢野サリー役を務めていた平井道子が既に鬼籍となっているため、第2作でサリー役を演じていた山本百合子が代役を務めている。また神崎メグ役である吉田理保子は、当時の約1年前に声優業の第一線から既に引退していたため、ルンルン・フラワー役である岡本茉利が後任を務めた。
サリー役とメグ役に関する件は、ゲーム版も同様である。

### 曲詳細
「魔女っ子大作戦 ～プレステ ヴァージョンアップソング～」
作詞 - 近藤由華 / 作曲 - 有澤孝紀 / 編曲 - 有澤孝紀、向井寛、鈴木浩之 / 歌 - 堀江美都子
「魔女っ子メドレー」
編曲 - 有澤孝紀、猪股義周 / 歌 - 太田淑子、杉山佳寿子、野村道子、増山江威子、栗葉子、岡本茉利、堀江美都子、山本百合子

## その他

### 主なキャラクター商品
- フィギュア（バンプレスト、バンダイ）
- 塗り絵（セイカノート）

「魔法使いサリー」「ひみつのアッコちゃん」「キューティーハニー」「魔女っ子メグちゃん」「花の子ルンルン」の5作品のキャラクターの塗り絵。人気があったらしく、少なくとも2001年頃まで何度も版を重ねた。
- トレーディングカード（バンダイ）
- 主題歌CD（日本コロムビア）
- カードダス
- 携帯ストラップ

### CG版
2019年、発売25周年記念の一環として、CG化された「リーリオ」や「アスセナ」といったキャラクターが登場している。担当声優については、リーリオ役の永野愛は既に声優としての活動後に専門学科の講師をしているため、本作では沢城みゆきが演じている。アスセナ役の大川千帆は現時点で声優としての活動は引退したため、本作では井上喜久子が演じている。